# Штарнбергер-Зее
Штарнбергер-Зее (нім. Starnberger See, Штарнберзьке озеро) — озеро, що знаходиться в передгір'ях Альп на території Німеччини, у федеральній землі Баварія, за 30 кілометрів від Мюнхена. На березі озера знаходиться місто Штарнберг. Завдяки великій глибині, озеро є найбільшим за обсягом внутрішнім озером Німеччини (не рахуючи Боденського озера, що знаходиться на території Німеччини, Австрії та Швейцарії).

## Назва
Найпершу згадку назви Ворм-Зее як Uuirmseo можна знайти в документі 818, який трактує її як дерев'яний будиночок на Черв'яковиму озері. Пізніше вона була Wirmsee — за часу імператора Баварського (1314–1347). Назва походить від річки Wirm (нині укр. Вурм), яка протікає поруч Штарнберга — це єдиний потік з озера. У XIX столітті назва змінилася на Würmsee. Тільки з 1962 року, озеро офіційно називається озеро Штарнберг, цей термін став в кінці XIX століття більш і популярнішим, коли була побудована залізнична лінія до Штарнберга — щоб жителі Мюнхена могли їздити в Штарнберг як туристи. Озеро Штарнберг також відоме як Fürstensee.

## Геоморфологія
Басейн озера одержав витягнуту форму під час льодовикового періоду. У минулому льодовик Вюрм вкривав озеро з півночі на південь. Наприкінці останнього льодовикового періоду північна частина басейну замулилася і в цьому вигляді вона існує до сьогодні.

## Галерея

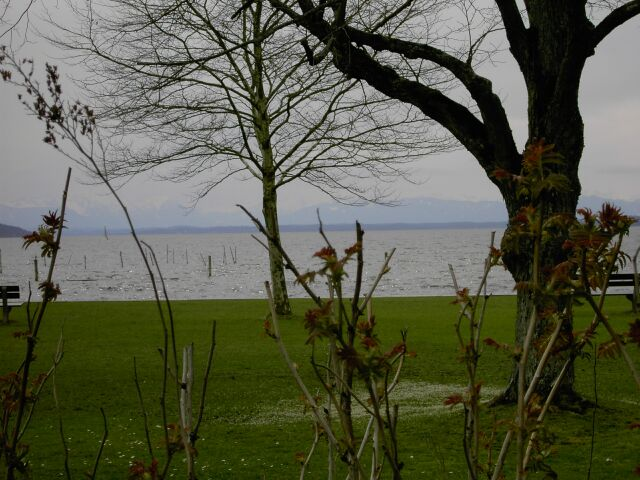
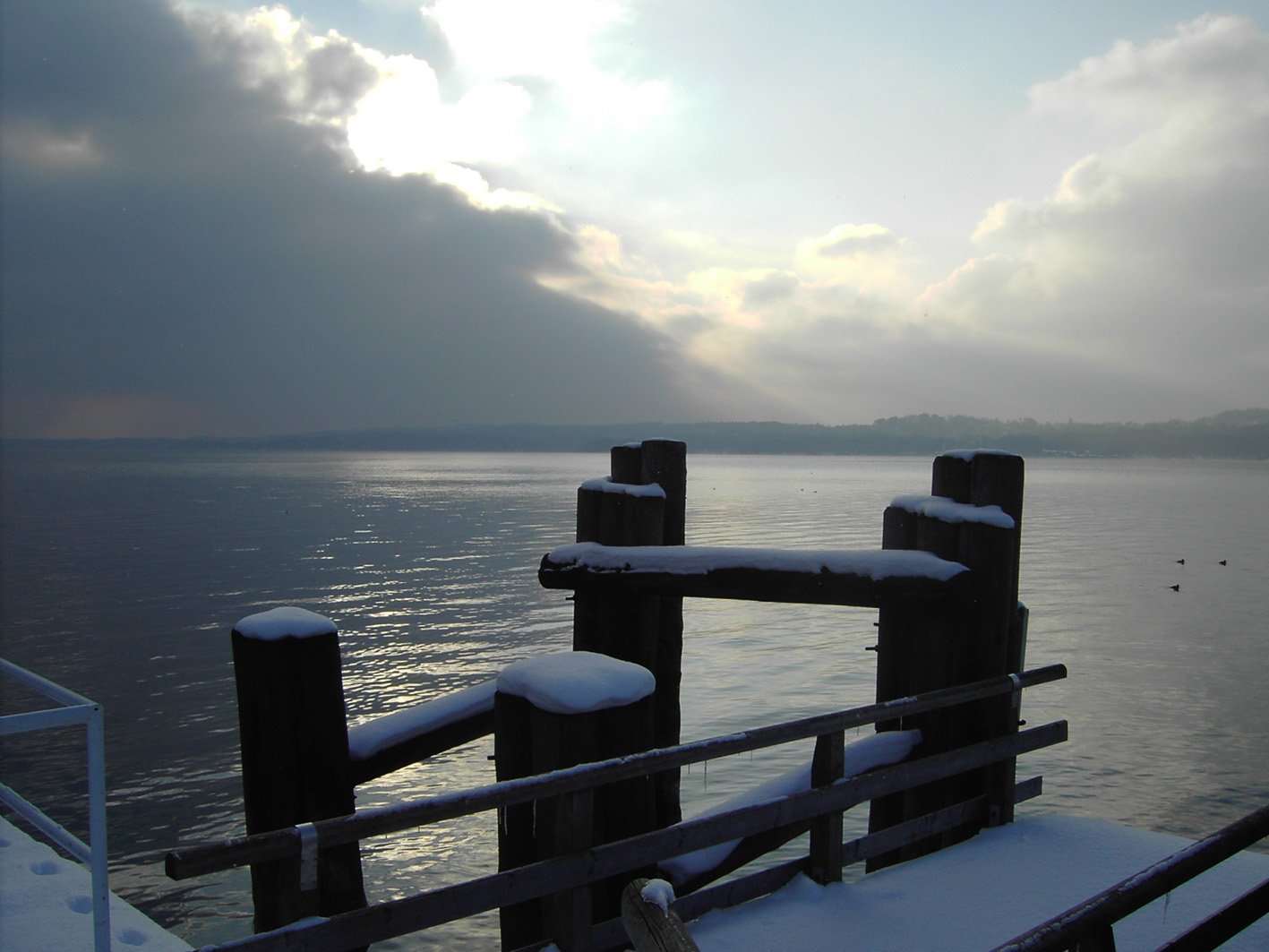
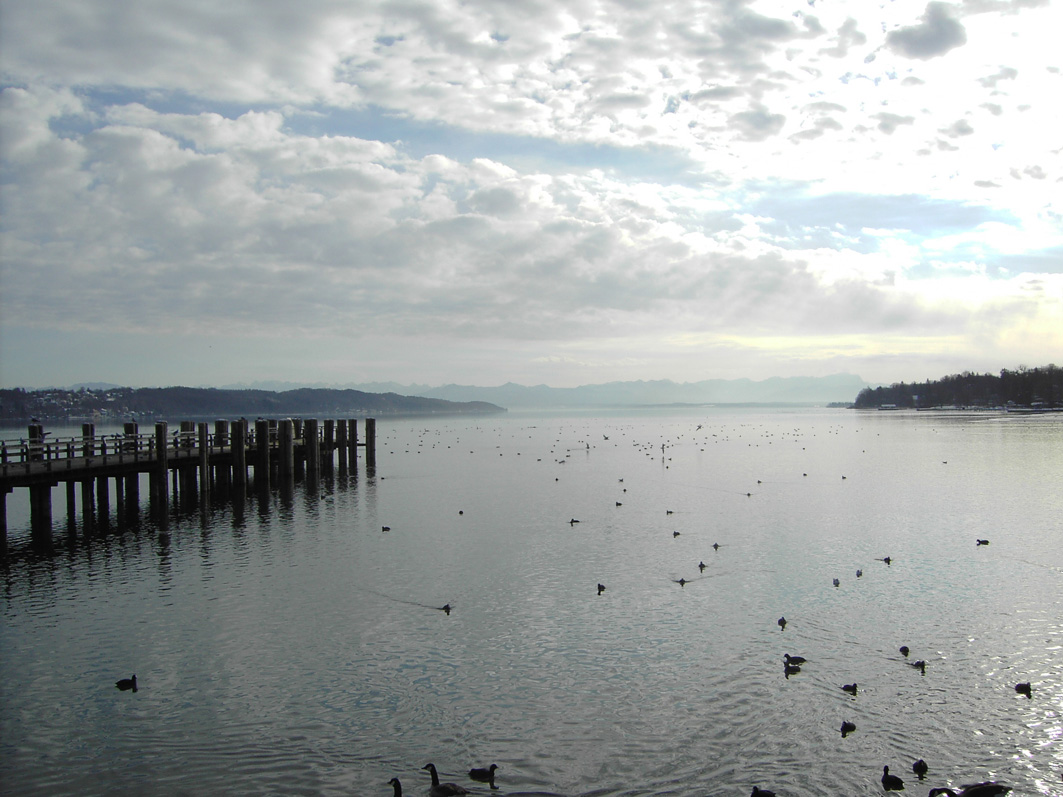
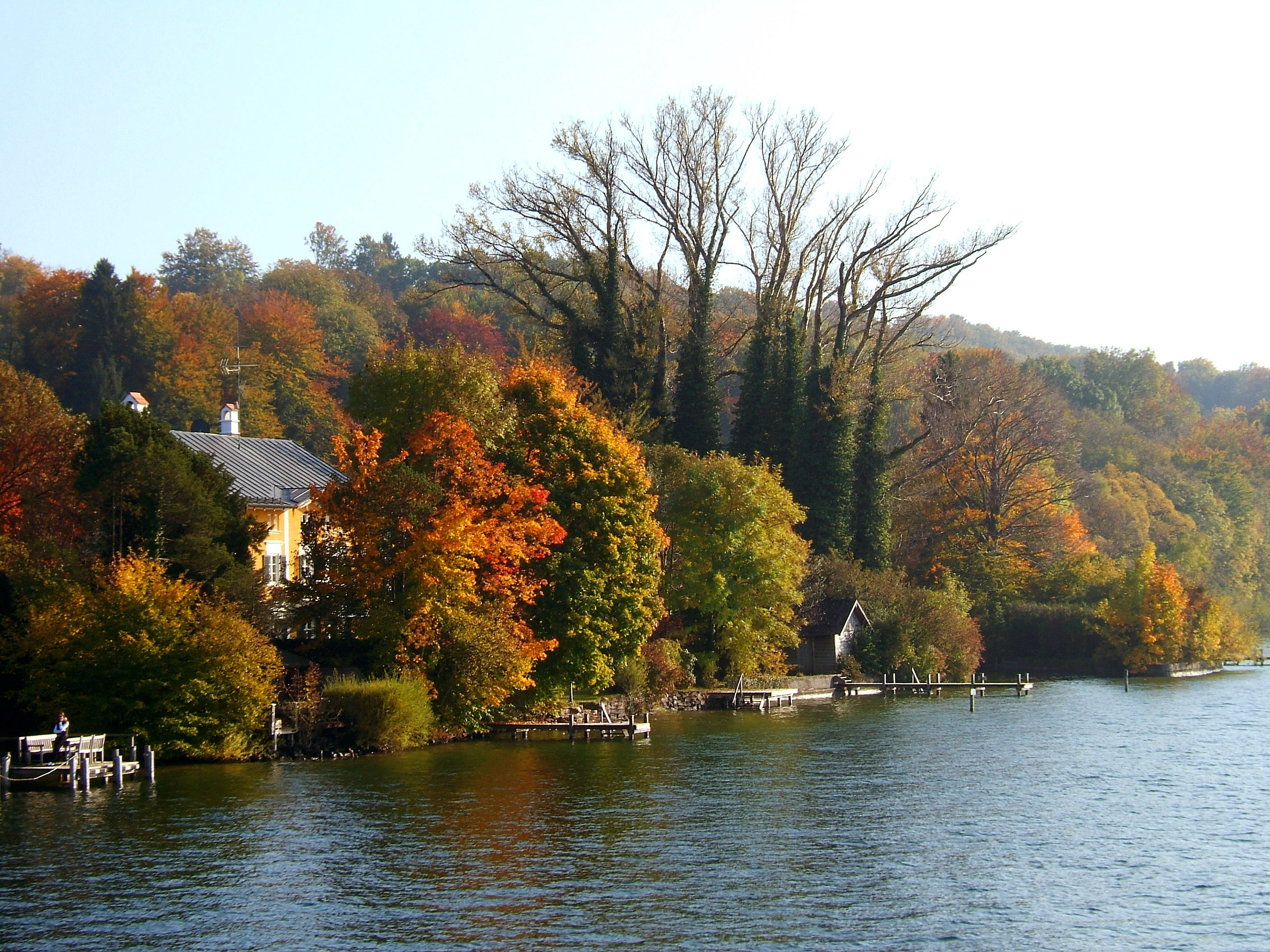
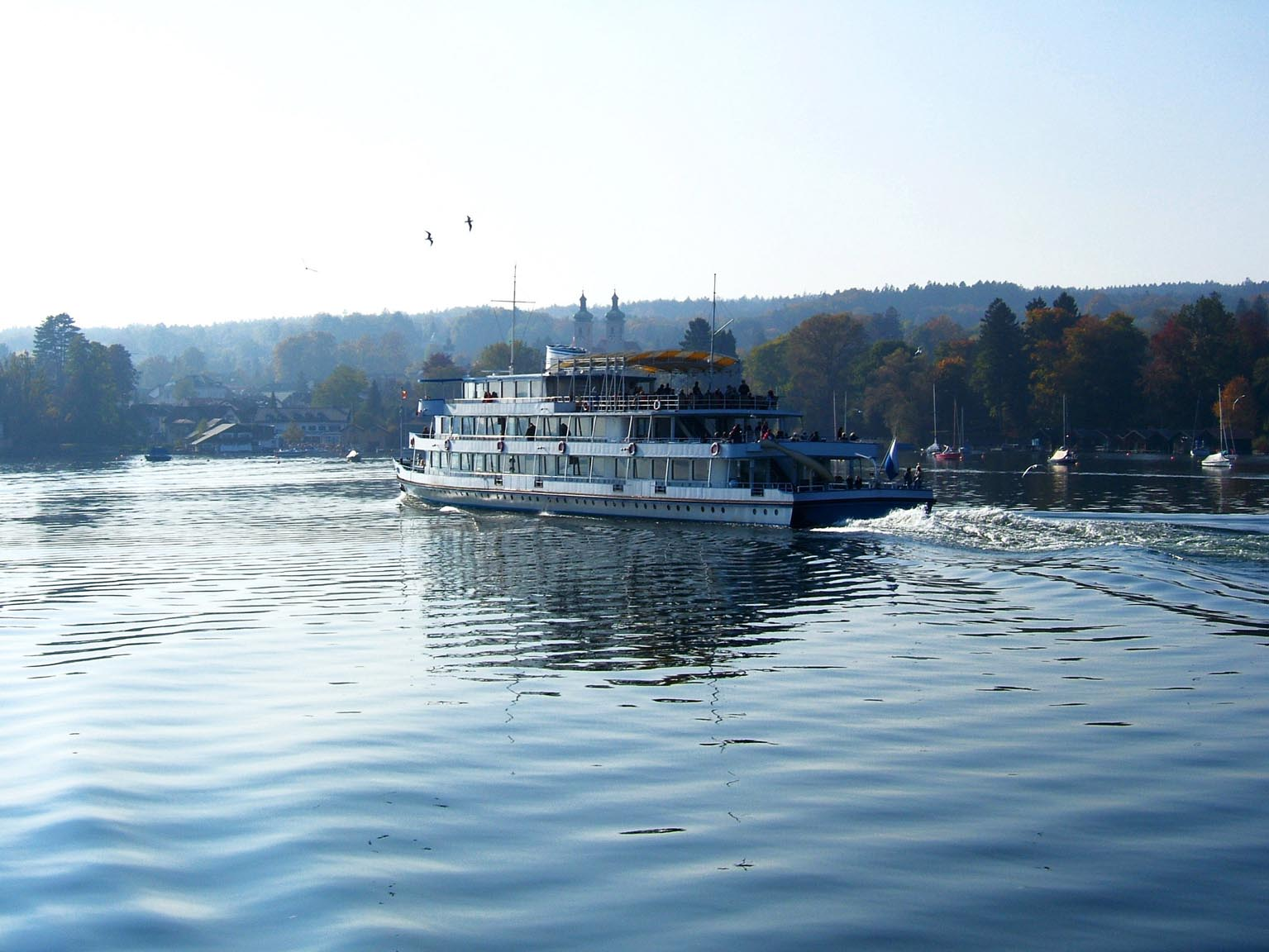
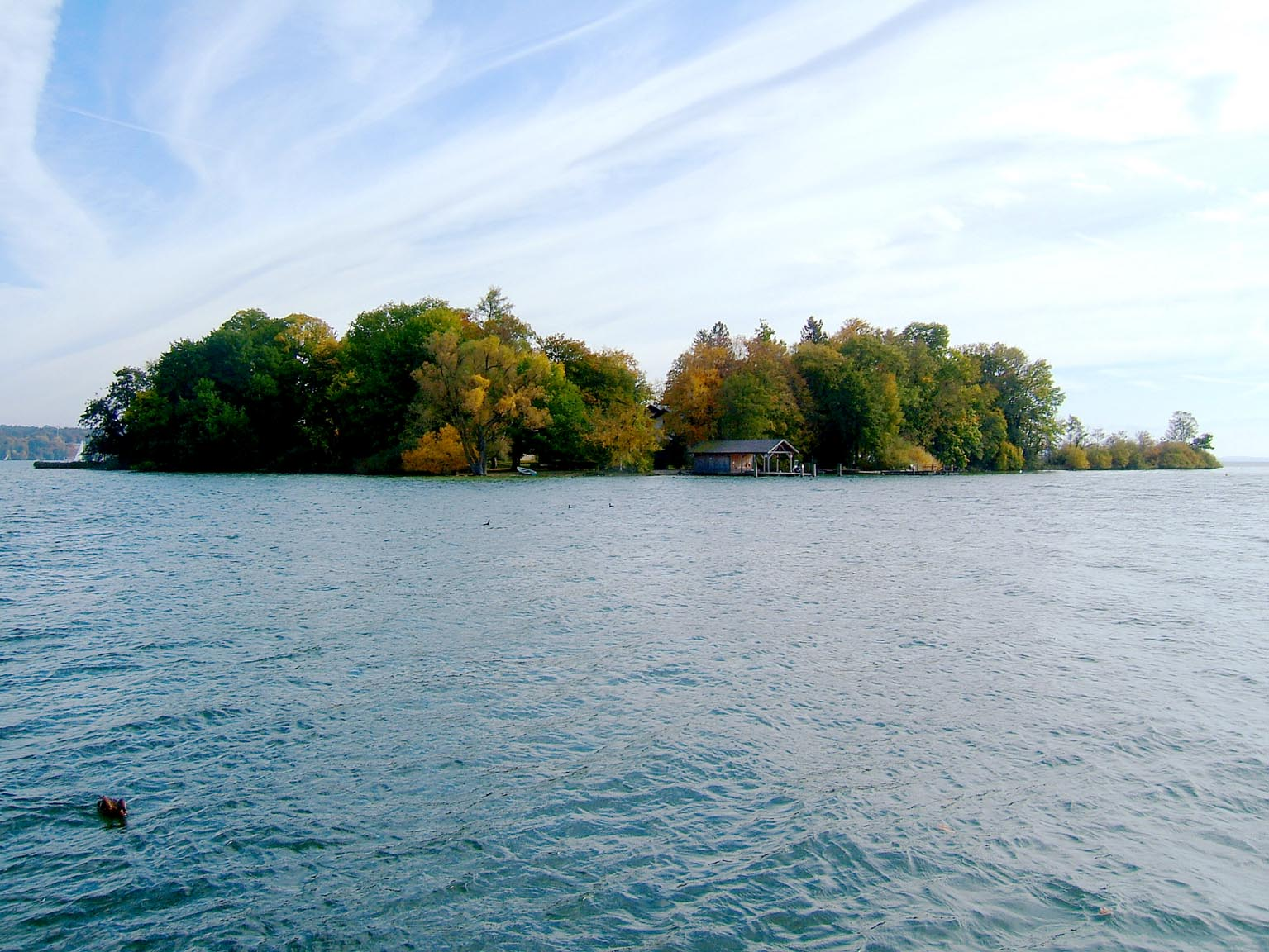
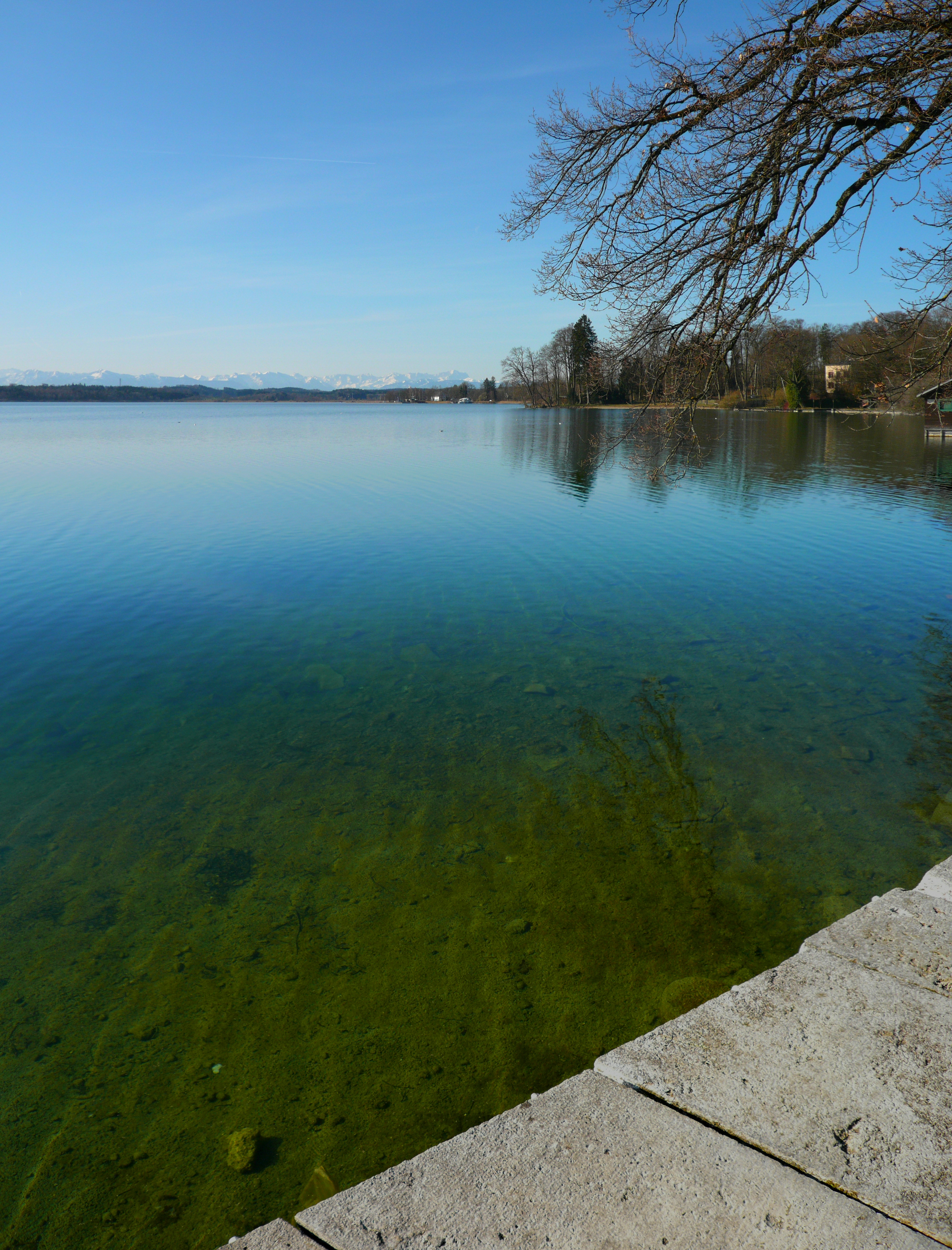